# Francesca Polentani
|  | Per a altres significats, vegeu «Francesca da Rimini (desambiguació)». |

Francesca Polentani, o Francesca de Rímini (1255-1285) era filla de Guiu I Polentani senyor de Ravenna.
El 1275, en agraïment a l'ajut dels Malatesta per assolir la senyoria de Ravenna, Guiu I va donar la filla Francesca en matrimoni i Gianciotto Malatesta, fill de Malatesta da Verucchio, senyor de Rímini Aquesta noia tenia uns 17 anys i al cap d'un temps va iniciar relacions amb el seu cunyat, Paolo Malatesta, conegut per la seva bellesa. Paolo era deu anys més gran que ella i estava casat amb Orabile Beatrice, hereva del comtat de Ghiaggiolo, i pare de dues filles. Aquestes relacions van arribar a orelles de Gianciotto Malatesta, els va trobar al llit i els va matar cap al 1283. El crim va causar molta commoció a la regió.
Francesca havia tingut dos fills: una filla anomenada Concòrdia, i un fill de nom Francesc, però aquest havia mort jove. La seva història degudament alterada fou inclosa per Dante Alighieri en una escena de La Divina Comèdia a més de ser el tema de diferents obres musicals, pintures i altres obres d'art.

## Francesca de Rímini
Aquest tràgic assumpte amorós va constituir el tema d'un dels més famosos episodis de La Divina Comèdia de Dante, en la qual Paolo i Francesca són tractats amb gran compassió, en el cèlebre cant V de l'Infern.
Aquesta història ha inspirat altres obres literàries, com el poema titulat Història de Rimini (1816) de Leigh Hunt, i el drama Francesca da Rimini (1902), de Gabriele D'Annunzio que va inspirar l'òpera del mateix nom a Riccardo Zandonai.
La història de Francesca i Paolo –especialment l'escena de la lectura de la història de Lancelot i Ginebra durant la qual es van fer el primer petó– també ha estat tractada en la pintura, entre els pintors francesos del segle xix com Ingres i Alexandre Cabanel, pintors medievals i els del prerafaelitisme.
En el món de l'escultura, El bes d'Auguste Rodin s'inspira en la mateixa font. Va ser concebuda originalment com a part de la Porta de l'Infern, un projecte monumental basat en l'Infern de Dante.
La fantasia orquestral de Txaikovski, Francesca da Rimini (1876) està igualment inspirada en la seva història, com l'òpera Francesca da Rimini de Rakhmàninov i la de Riccardo Zandonai, de 1914 que va tenir gran popularitat a Itàlia. També inspirar l'òpera d'Eduard Nápravník estrenada a Sant Petersburg el 1902 i l'òpera inconclusa de Herman Goetz, de 1877.

## Galeria
- Francesca da Rimini (1837) de William Dyce.
- La mort de Francesca da Rimini i Paolo Malatesta per Alexandre Cabanel (1870)
- Paolo and Francesca da Rimini per Dante Gabriel Rossetti (1862)
- Paolo et Francesca, o Couple damné per Auguste Rodin

- Paolo et Francesca (1825) per Eugène Delacroix
- Il·lustració de La Divina Comèdia per Gustave Doré
- Paolo i Francesca da Rimini per Antonio Canova
- Gianciotto descobreix Paolo i Francesca (1819) per Jean-Auguste-Dominique Ingres